# Amtsgericht Eschweiler

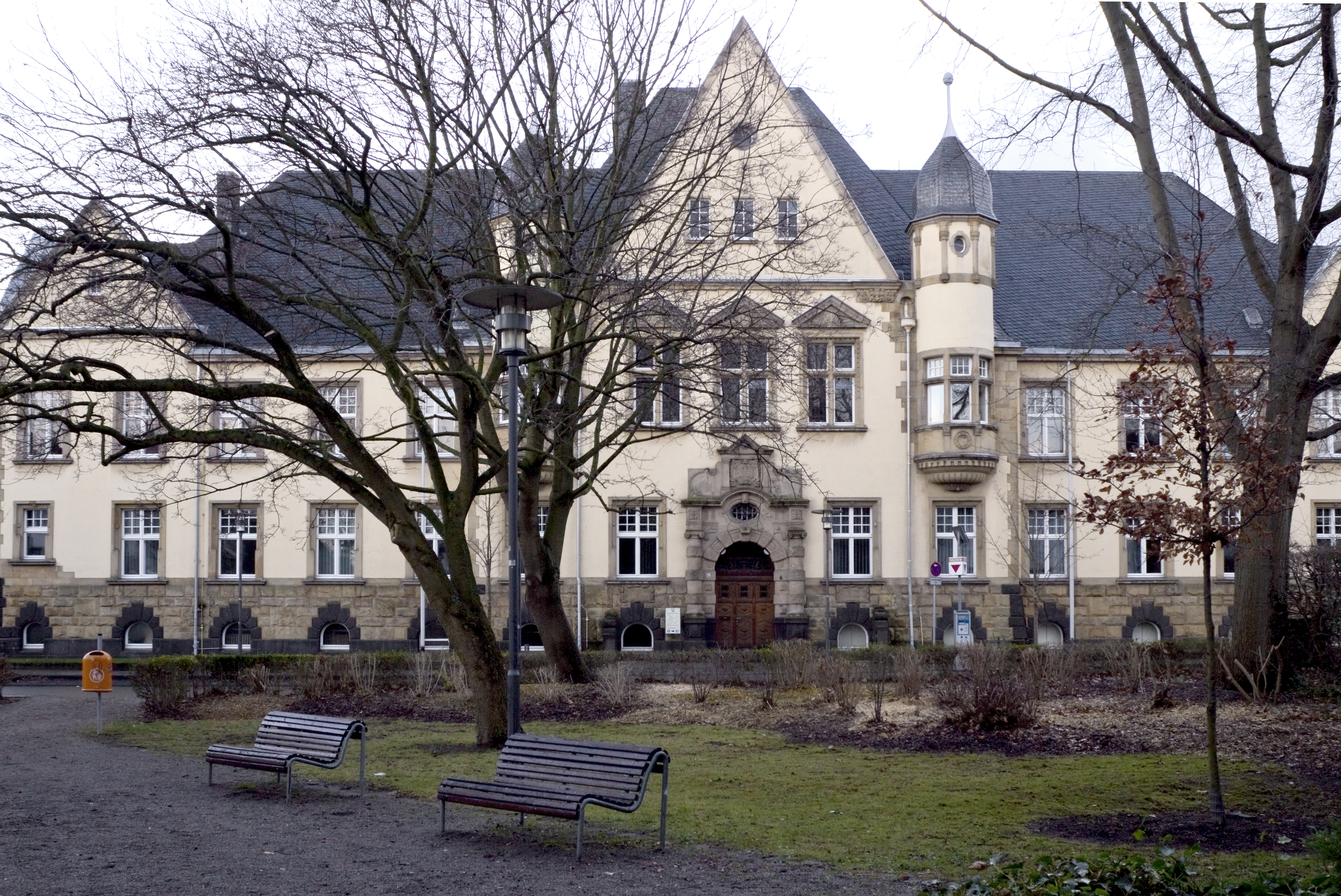
AG Eschweiler, Hauptgebäude (2006)

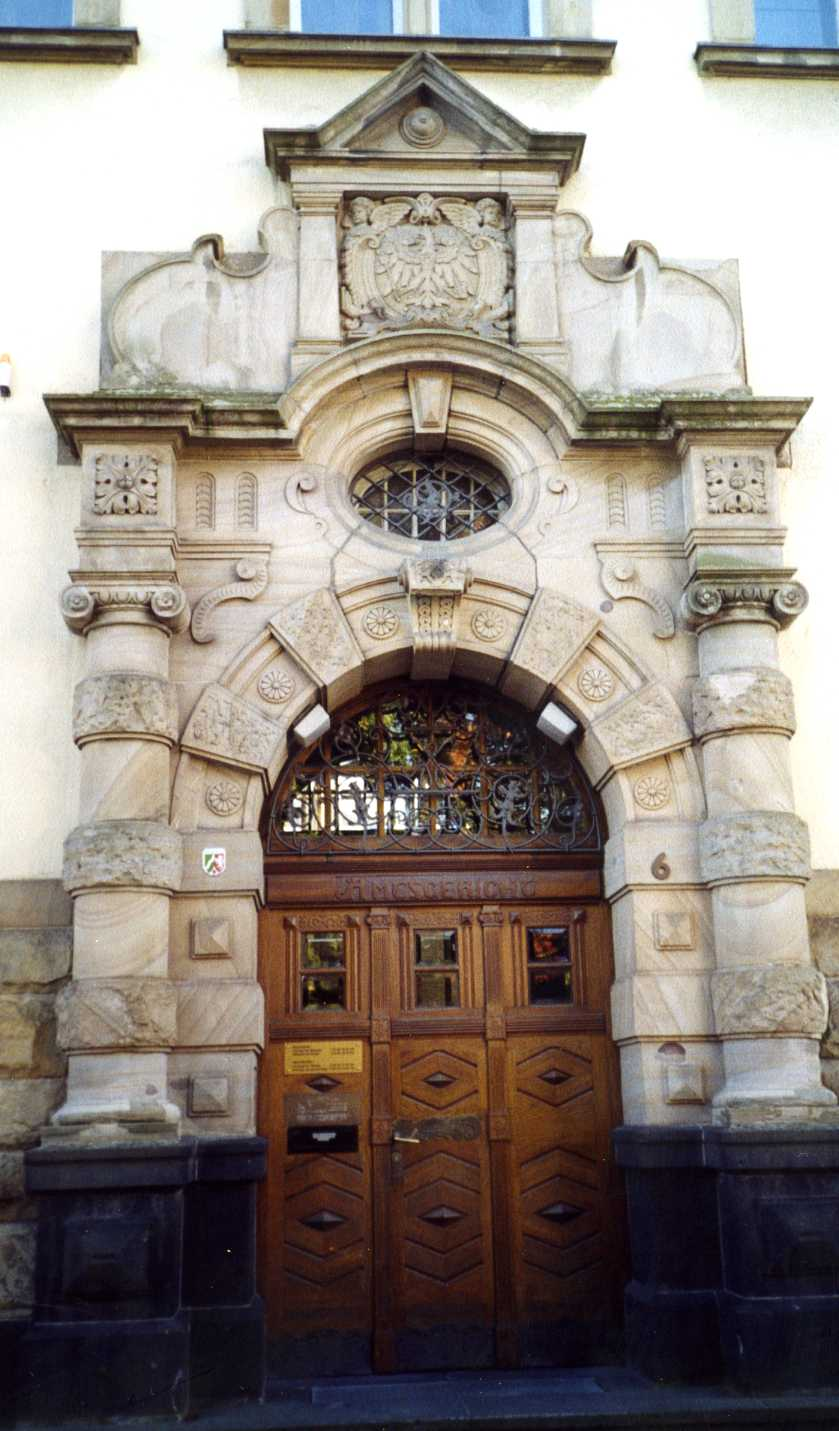
Haupteingang

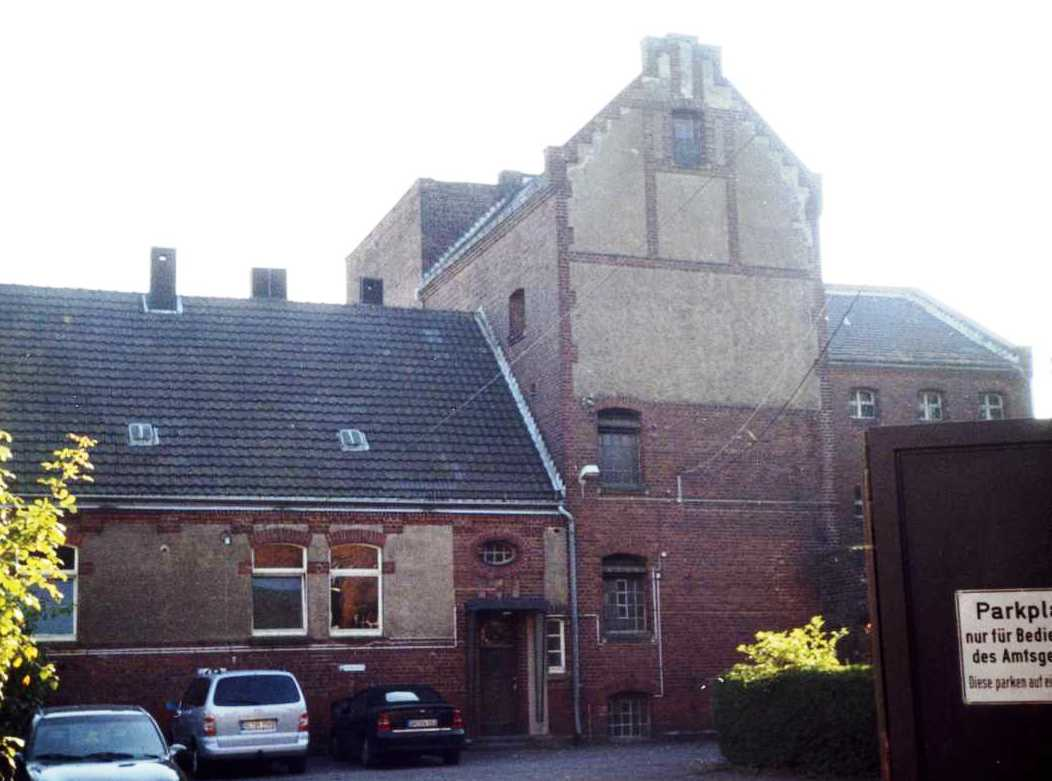
Hofgebäude

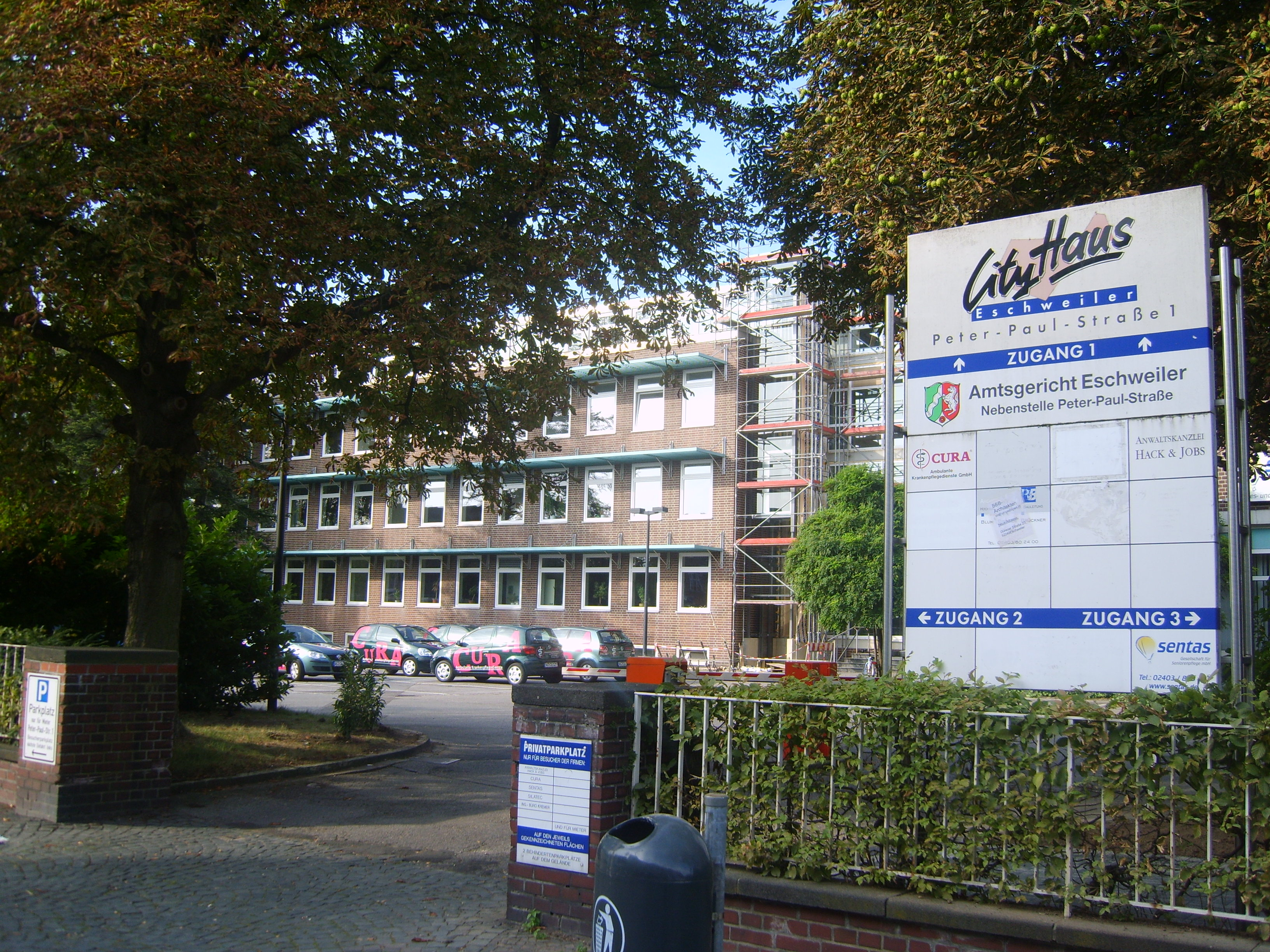
Nebengebäude Peter-Paul-Straße

Eschweiler ist Sitz des Amtsgerichts Eschweiler, welches für die Städte Eschweiler und Stolberg in der Städteregion Aachen zuständig ist. In dem 174 km² großen Gerichtsbezirk leben rund 114.000 Menschen. Nachbaramtsgerichte sind Aachen, Düren, Jülich und Monschau. Das 1907 errichtete Hauptgebäude steht in der „Kaiserstraße“, das Nebengebäude in der „Peter-Paul-Straße“ im ehemaligen Verwaltungsgebäude der Rheinbraun.

## Übergeordnete Gerichte
Das dem Amtsgericht Eschweiler übergeordnete Landgericht ist das Landgericht Aachen, welches wiederum dem Oberlandesgericht Köln untersteht.

## Geschichte
Schon 1555 wird ein Eschweiler Gericht erwähnt, dem Eschweiler selbst sowie Röhe, Röthgen, Bergrath und Schaufenberg (heute zu Alsdorf) angehörten. Im Jahre 1808 wurde das Gebäude des Friedensgerichts Eschweiler an der Ecke „Dürener Straße/Kolpingstraße“ errichtet, zu dessen Bezirk Eschweiler selbst sowie Dürwiß, Nothberg, Weisweiler aus der heutigen Stadt Eschweiler sowie darüber hinaus Bardenberg, Broich, Büsbach, Gressenich, Hoengen, Lamersdorf, Langerwehe und Stolberg mit insgesamt 24.514 Einwohnern gehörten. Ab 1868 führte es periodisch auch Sitzungen in Stolberg durch. Am 1. Oktober 1879 wurde das Eschweiler Friedensgericht in ein Amtsgericht umgewandelt, wofür 1880/1881 ein neues Gebäude an der Ecke „Marienstraße/Rosenallee“ errichtet wurde. 1907 wurde der Neubau an der „Kaiserstraße“ errichtet. Sein Gerichtsbezirk umfasste aus dem Kreis Aachen die Bürgermeistereien Broich, Eschweiler, Höngen und Kinzweiler. Am Gericht bestand 1880 eine Richterstelle. Das Amtsgericht war damit ein kleines Amtsgericht im Landgerichtsbezirk. Gerichtstage wurden in Linnich gehalten. Seit dem 7. November 1961 gehört gemäß § 4 des „Gesetzes über die Gliederung und die Bezirke der ordentlichen Gerichtsbarkeit“ das Amtsgericht Eschweiler zum Landgerichtsbezirk Aachen und zum Oberlandesgerichtsbezirk Köln. Es gehören demnach Broichweiden (heute zur Stadt Würselen und somit Amtsgericht Aachen), Dürwiß, Eschweiler, Hoengen (heute zur Stadt Alsdorf und somit Amtsgericht Aachen), Kinzweiler (siehe auch: Pannhaus (Kinzweiler)), Laurenzberg und Lohn zum Eschweiler Gerichtsbezirk. Am 1. April 1973 kam das Amtsgericht Stolberg hinzu, wodurch das Amtsgericht Eschweiler für den ganzen Raum Eschweiler-Stolberg (wie 1808) zuständig ist. Hoengen und Broichweiden kamen zum Bezirk des Amtsgerichts Aachen.